# Melanitis oinoë
Melanitis oinoë är en fjärilsart som beskrevs av Hans Fruhstorfer 1908. Melanitis oinoë ingår i släktet Melanitis och familjen praktfjärilar. Inga underarter finns listade i Catalogue of Life.